# Pierre Citron
Pierre Citron (* 19. April 1919 in Paris; † 10. November 2010) war ein französischer Romanist, Literaturwissenschaftler und Musikwissenschaftler.

## Leben und Werk
Citron wuchs in Paris auf (Lycée Henri IV, Agrégation). Von 1942 bis 1957 war er Gymnasiallehrer, u. a. in Marokko. Er habilitierte sich 1960 in Paris mit den Thèses La poésie de Paris dans la littérature française de Rousseau à Baudelaire  (2 Bde., Paris 1961, 2006) und (Hrsg.) Balzac, Le colonel Chabert (Paris 1961) und ging an das Institut Français in London. Von 1963 bis 1969 war er Professor an der Universität Clermont-Ferrand, von 1969 bis 1983 an der Sorbonne bzw. Sorbonne Nouvelle. Citron war Herausgeber des musikologischen Werks von Denis Diderot, sowie der Werke von Honoré de Balzac, Hector Berlioz (Schriften, einschließlich Korrespondenz),  Auguste de Villiers de L’Isle-Adam, Stéphane Mallarmé und Jean Giono (einschließlich Korrespondenz). Für die Biographie von Giono erhielt er 1990 den Prix Goncourt.
Pierre Citron war verheiratet mit der Historikerin Suzanne Citron, geb. Grumbach (1922–2018).

## Weitere Werke
- Couperin, Paris  1956, 1963, 1976, 1996
- Bartok,  Paris 1963, 1969, 1982, 1994
- Dans Balzac, Paris 1986
- Giono 1895–1970, Paris 1990
- Giono, Paris 1995 (Ecrivains de toujours)
- (Hrsg. mit Cécile Reynaud) Dictionnaire Berlioz, Paris 2003
- Renaissance du village de Montjustin de 1945 à la fin des années soixante, Paris 2003, 2010
- Robert Ganzo, Bordeaux 2005